# Lido (Varieté)

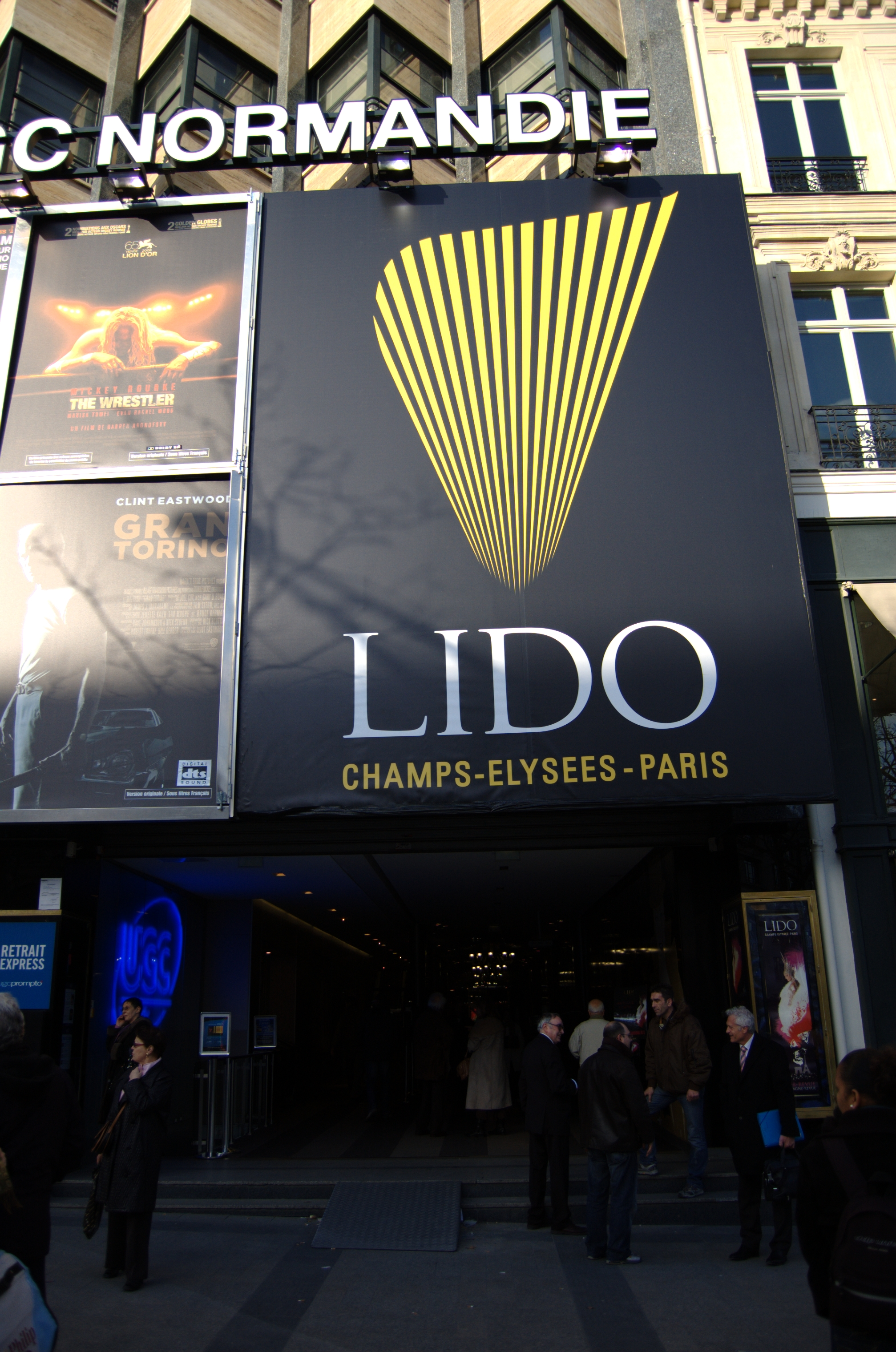
Der Eingangsbereich des Lido 2009

Das Lido (auch der Pariser Lido, französisch Lido, Le Lido, Lido de Paris oder Plage de Paris) war ein Revuetheater in Paris. Es wurde 1946 von den Brüdern Clerico in einem ehemaligen Schwimmbad, das bereits den Namen Lido trug, an der Avenue des Champs-Élysées im 8. Arrondissement begründet. Das Theater war bekannt für seine aufwendigen Bühnenshows und Auftritte internationaler Künstler aus der Showbranche. Wesentlicher Bestandteil des Bühnenprogramms waren die Bluebell Girls, das hauseigene Damenballett mit seinen aufwendigen Kostümen. Das erfolgreiche Konzept des Hauses wurde 1958 nach Las Vegas exportiert, wo es mehr als 30 Jahre aufgeführt wurde. Das Lido zog 1977 in ein größeres, ebenfalls an der Avenue des Champs-Élysées gelegenes Gebäude um und gehörte vor allem bei Touristen zu den beliebtesten Varietés von Paris. Ende Juli 2022 wurde das Theater geschlossen.

## Geschichte

### Der Name Lido
Das Lido befand sich ursprünglich in der Avenue des Champs-Élysées Nr. 76–78. Hier stand zunächst das nach Entwürfen von Gustave Rives 1905 errichtete Hôtel Dufayel. Das Grundstück, das von der Avenue des Champs-Élysées bis zur Rue de Ponthieu reicht, erwarb in den 1920er Jahren der Diamanthändler und Immobilienbesitzer Léonard Rosenthal, der hier als Verbindung zwischen den beiden Straßen ab 1925 die Arcades des Champs-Élysées errichten ließ. Als Architekten dieses als Ladenpassage für Luxusgeschäfte vorgesehenen Gebäudes fungierte Charles Lefebvre mit seinen Mitarbeitern Marcel Julien und Louis Duhayon. Sie wählten für die Inneneinrichtung der am 1. Oktober 1926 eröffneten Passage einen Stilmix von Belle Epoque und Art déco. So finden sich neben alten Marmorsäulen aus dem Hôtel Dufayel zeitgenössische Dekorationselemente wie Kunstschmiedearbeiten von René Gobert und eine vom renommierten Ingenieur Fernando Jacopozzi entworfene Beleuchtung. Zudem gehörte ein Glasbrunnen von René Lalique zur Ausstattung, der heute nicht mehr erhalten ist. Im Untergeschoss der Arcades des Champs-Élysées eröffnete 1928 eine von René Hirtes entworfene Badeanstalt. Dieses mondäne Schwimmbad verfügte über angeschlossene Wellnesseinrichtungen wie Sauna und Schönheitssalon und firmierte unter dem Namen Lido, in Anlehnung an den Lido di Venezia, den Strand von Venedig. Das Venedigmotiv fand sich auch in der Inneneinrichtung des Bades wieder. Aufgrund der Popularität dieses Établissements erhielten die Arcades des Champs-Élysées den Beinamen Arcades des Lido, der auch heute noch gebräuchlich ist, obwohl sich das Lidotheater inzwischen an anderer Stelle befindet.

### Das alte Lido
Nach Beendigung des Zweiten Weltkrieges erkannten die Brüder Jean und Joseph Clerico das Bedürfnis nach Unterhaltung sowohl der in Paris weilenden US-Soldaten als auch der Zivilbevölkerung. Sie übernahmen das Lido und ließen es zu einem Revuetheater umbauen. Die ursprüngliche Einrichtung des Schwimmbades verschwand völlig, nur der Name Lido blieb erhalten, als das Theater am 20. Juni 1946 mit der Revue Sans rimes ni raison (Ohne Sinn und Verstand) eröffnete. Das Lido entwickelte sich schon bald zu einem der führenden Varietés von Paris, woran der Theaterdirektor Pierre-Louis Guérin und ab 1947 der künstlerische Leiter René Fraday maßgeblichen Anteil hatten. Hierzu trug das von ihnen entwickelte Konzept des Dîner-spectacle, einer Kombination aus luxuriösem Abendessen mit anschließender Revue, ebenso bei wie die inzwischen legendären Bluebell Girls. Diese Riege von langbeinigen Tänzerinnen geht zurück auf die seit 1948 im Theater tätige Margaret Kelly Leibovici, genannt Miss Bluebell. Die aus Irland stammende Tänzerin arbeitete zusammen mit dem Choreographen Donn Aden an der Bühnenshow mit den aufwendigen Kostümen, die, mit viel Strass und Straußenfedern versehen, die Tänzerinnen gelegentlich auch barbusig auftreten lassen. Ein Markenzeichen der frühen Jahre des Lido waren zudem die von René Gruau und Pierre-Laurent Brenot gestalteten Plakate.
Neben dem eigenen Ensemble zählten seit Beginn Gastauftritte von französischen und internationalen Künstlern zu den Höhepunkten der Lido-Shows. Anfang der 1950er Jahre traten beispielsweise die Komiker Stan Laurel und Oliver Hardy im Lido auf. Aus Deutschland kamen 1955 die Kessler-Zwillinge ins Lido, die hier bis 1960 zum festen Programm gehörten. 1958 exportierten die Lidobetreiber ihr Konzept nach Las Vegas. Pierre-Louis Guerin, Rene Fraday und Donn Arden reisten zu diesem Zweck nach Nevada und entwickelten für das Casinohotel Stardust das Programm Lido de Paris, das dort mit eigenem Ensemble bis 1992 gezeigt wurde. Elvis Presley reiste 1959 als Tourist mit Freunden nach Paris und besuchte wiederholt Vorstellungen des Lido. Bei einem dieser Besuche gab er ein Spontankonzert auf der Bühne des Theaters. Zu den weiteren Showgrößen, die als Gäste im alten Lido auftraten, gehörten Noël Coward, Marlene Dietrich, Josephine Baker, Maurice Chevalier und Edith Piaf. Siegfried und Roy waren von 1967 bis 1969 im Lido engagiert. Zum festen Ensemble gehörte von 1968 bis 1970 Marlène Charell, die hier ihren späteren Mann Roger Pappini kennenlernte, der damals als technischer Direktor im Lido arbeitete.

### Das neue Lido
In den 1970er Jahren übernahm Christian Clerico von seinem Vater Joseph die Leitung des Unternehmens. Es entstand die Idee, der anhaltend großen Nachfrage mit einer Vergrößerung des Sitzplatzangebotes entgegenzukommen. Hierzu erfolgte ein Umzug an die Avenue des Champs-Élysées Nr. 116 ins ehemalige Großkino Normandie. Das Gebäude, das wegen seiner auffälligen Fassade den Spitznamen Akkordeon trägt, erbaute in den Jahren 1928–32 der Architekt Jean Desbouis ursprünglich für den Radiosender Poste Parisien. Vor dem Einzug des Lido im März 1977 erfolgte ein Umbau durch die italienischen Architekten Giorgio Vecchia und Franco Bartoccinder. Das neue Lido nahm eine Fläche von mehr als 7.500 Quadratmetern ein. Der Zuschauersaal verfügte über 1.150 Plätze. Während sich der überwiegende Teil dieser Plätze auf zwei Zuschauerrängen befand, war im Parkett Platz für 300 Gäste, die vor der ersten Show hier an Tischen ihr Essen einnehmen konnten. Um für alle Besucher eine optimale Sicht zu gewährleisten, wurde das Parkett vor den Vorstellungen hydraulisch um 80 cm abgesenkt. Zur hochentwickelten technischen Ausstattung des Lido gehörte seit dem Umzug die Möglichkeit, auf der Bühne Wasserfälle oder eine Fläche für Eiskunstlaufdarbietungen zu erzeugen.
Auch das neue Lido war immer wieder Auftrittsort für internationale Stars. Hierunter befanden sich beispielsweise Shirley MacLaine, Tom Jones, Charles Aznavour, Sacha Distel, Ingrid Caven, Ute Lemper und Elton John. Von Dezember 2003 bis November 2014 zeigte das Lido täglich zweimal am Abend die von Pierre Rambert kreierte Show Bonheur. Die Nachfolgeshow, 27. und gleichzeitig letzte Produktion des Lido, Paris Merveilles von Franco Dragone, konnte nicht mehr an die Erfolge ihrer Vorgänger anknüpfen, obgleich man in den Umbau des Lido und in ein neues, moderneres Showkonzept 25 Millionen Euro investiert hatte und auf wieder steigende Besucherzahlen hoffte. Doch die Corona-Pandemie, monatelange Schließungen und der eingebrochene Tourismus haben dem Lido zusätzlich schwer zugesetzt. Das zwischenzeitlich an den Caterer Sodexo verkaufte Cabaret wurde Ende 2021 erneut veräußert. Die Accor Hotelgroup übernahm das mittlerweile mit 80 Millionen Euro hoch verschuldete Cabaret zum symbolischen Preis von einem Euro. Im Mai 2022 wurde das Ende des Lido in seiner bisherigen Form beschlossen. Stattdessen sollte die traditionsreiche Spielstätte in ein Musiktheater ohne festes Ensemble umgewandelt werden. Am 28. Juli 2022 fand die letzte öffentliche Vorstellung statt. Nach zwei weiteren privaten Shows, die den Familien der Angestellten vorbehalten waren, fiel am 30. Juli 2022 der endgültig letzte Vorhang.